# Iradj Azimi
Iradj Azimi (anhörenⓘ; * 1942 in Schiras, Iran) ist ein französischer Regisseur iranischer Herkunft.

## Leben
Von 1966 bis 1968 studierte Iradj Azimi am Institut des hautes études cinématographiques. Bereits zu dieser Zeit wollte er nach einem Besuch im Louvre die Geschichte hinter Théodore Géricaults Gemälde Das Floß der Medusa verfilmen. 
Sein Filmdebüt als Regisseur gibt er 1973 mit Les jours gris, einem Achtungserfolg um einen alten Mann (Jean Dasté), der sich in einer Pension vom Leben zurückzieht. Die Geschichte eines Mannes auf der Suche nach seiner Vergangenheit schildert Azimi in Utopia mit Laurent Terzieff und Dominique Sanda. Die Inseln (1983) mit Maximilian Schell, Daniel Mesguich und Marie Trintignant spielt auf der Insel eines fiktiven Archipels, die von den meisten Bewohnern verlassen wird, während die Verbliebenen zu Wohlstand kommen. Auf die filmische Meditation über die Abkehr von Materiellem folgt 1987 die Vorbereitung zu einem der teuersten französischen Filme jener Zeit: Le radeau de la Méduse kostet bereits zu Beginn 400 Millionen Francs. Er engagiert Jean Yanne als Kommandant Chaumareys, Philippe Laudenbach und Claude Jade als Gouverneursehepaar Schmatz sowie Daniel Mesguich, Rufus und Laurent Terzieff, die 1988 auf Martinique spielen. Der Hurrikan Hugu zerstört 1989 den kompletten Nachbau der Méduse und durch weitere Probleme dauert der Dreh drei Jahre. Finanziers steigen aus, Azimi steht vor dem Ruin. Unterstützt von einigen Getreuen, neben seinen Stars wie Claude Jade und Laurent Terzieff auch der Pantomime Marcel Marceau, demonstriert Azimi im Dezember 1997 wiederholt im Kulturministerium. Bei einem der Proteste schneidet Azimi sich die Pulsadern auf. Er wird gerettet und Kulturministerin Catherine Trautmann setzt sich persönlich dafür ein, dass der Film offiziell ins Kino kommt: im Sommer 1998.

## Filmografie
- 1973: Les jours gris
- 1978: Utopia
- 1983: Die Inseln (Les Îles)
- 1998: Le radeau de la Méduse